# Саймон Гіскокс
Саймон Гіскокс  (англ. Simon Hiscocks, 21 травня 1973) — британський яхтсмен, олімпійський медаліст.

## Виступи на Олімпіадах
| Олімпіада   | Дисципліна | Місце |
| ----------- | ---------- | ----- |
| Сідней 2000 | Клас 49er  | 2     |
| Афіни 2004  | Клас 49er  | 3     |

## Зовнішні посилання
- Досьє на sport.references.com